# Libera et inmunis
Libera et inmunis (en español: libre e inmune) es un término latino que proviene del derecho y las instituciones de la Antigua Roma, «libera et immunis» y/o «civitas libera et immunis», aunque bebe también de fuentes de la Antigua Grecia. En sus orígenes en derecho romano, aparece asociada a la posesión de un bien (libera et immunis possessio). Ya en la República, algunas ciudades que combatieron junto a Roma, recibieron la gracia de civitas libera et inmunis, es decir, no sometidas a Roma, frente a otras, también aliadas, civitas foederata, que mantenían una situación de mayor dependencia. En cualquier caso, nunca supuso una libertad absoluta. Julio César lo concedió a muchas ciudades y, entre ellas, posiblemente a Tarraco.
El término pasó a las fuentes del derecho castellano, navarro y aragonés a través de los fueros locales, pero no siempre con el mismo alcance. Así por ejemplo, en el Fuero de Tudela, Cervera y Gallipienzo otorgado por Alfonso I, señala que les otorga a sus pobladores y habitantes la condición de libres e inmunes "como los mejores infanzones de todo mi reino", pero con condiciones:
| Et sint liberi et soluti ab omni servitio, pedatico, usatico, petitione vel aliqua alia subiugatione mei et omnis generis mei in perpetuum, excepta hoste vellite campale vel obsidione alicuius castri mei velmeis iniuste obsidiantibus adversariis meis: quod sint ibi mecum pane trium dierum et expensis; expresius dico, pro tribus diebus et non amplius | Y estén libres y exentos de todo servicio, peaje, uso, petición y cualquier otra sumisión respecto de mi y de todos los de mi estirpe, a perpetuidad, excepto de hueste y lid campal y de cerco de algún castillo mío y de mi, cercándome injustamente mis adversarios: que estén allí conmigo con pan para tres días y costos; expresamente digo para tres días y no más |

En muchos casos, se especificó un alcance mayor, dando  la condición de "libre e inmune de todo yugo servil" a todo el que repoblase determinadas tierras, quedando también la "heredad libre e inmune". En el contexto de la Edad Media en España el término «libre» aplicado a la persona significaba que no era siervo, y aplicado a las tierras venía a significar lo que hoy en día llamamos "libre de cargas" (usufructos, hipotecas, etc), e «inmune», tanto para la persona como para los bienes inmuebles, significaba lo que hoy llamamos exento de tributos o impuestos, pues quedaba "inmune" frente al fisco.